# Psykolingvistik
Psykolingvistik beskæftiger sig med, hvordan mennesker forstår (dvs. opfatter og afkoder) talt og skrevet sprog, hvordan mennesker producerer sprog, og hvordan sprog læres og glemmes. Det er et tværvidenskabeligt område mellem psykologi og lingvistik.
Psykolingvistik er ikke det samme som sprogpsykologi.